# マーク B 中戦車
マークB中戦車とは、第一次世界大戦時にホイペット中戦車の後継として開発されたイギリスの戦車である。しかし、最終的に性能不足であることから戦争終結の時点で量産がキャンセルされた。

## 経歴
技術者であるウォルター・ゴードン・ウィルソン中尉およびウィリアム・トリットン技師は1915年、世界最初の実用的な戦車であるマークI戦車の開発のため共に働いた。しかし、トリットンがマークA中戦車「ホイペット」の開発を決定した際、ウィルソンは共同作業から去った。マークA中戦車はトリットンの設計主務であるウィリアム・リグビーによって設計されている。ホイペットは成功した設計を有し、また実用性があることを証したが、馬力不足や複雑な操縦機構、そして緩衝装置が無いことに苦しめられた。ウィルソンはこのとき少佐に昇進しており、彼は自分自身でより良い後継となる車両「マークB中戦車」を開発しようと決断した。彼はおそらく設計図の作成を1917年後期に始めた。フランスの中央戦車研究会のフィリップ・ジョンソン少佐は、1917年後半にイギリスを訪問中、木製のモックアップを提示された際にこの戦車に注目し、感銘を受けている。試作車両はトリットンの会社であるメトロポリタン社で製造され、1918年9月に完成した。
設計過程の初期にて、ウィルソンは上部構造に2ポンド砲（口径40mmの火砲）を積む「雄型」を、代替または並行して製作することを了承したようである。しかし1918年3月、彼はこうした計画を破棄している。
ウィルソンによる設計はマークI戦車およびホイペットの両方の構成要素を持っている。類似性があり、より小型で装軌された長斜方形の車体は前者のもので、固定式の銃塔は後者のようである。新しい特徴としては後部で区画を分割したことで、100馬力(75kW)の短縮された4気筒のリカード製エンジンを収容し、その後方に遊星式の変速装置を積んだ。後部の2個の燃料タンクは容量が386リットルである。他の発明としては煙幕の展張機能、車体前面に傾斜装甲を採用したことである。煙幕展張装置はスルホン酸の容器を排気管の上に配置して構成された。兵装は上部銃塔に最大5挺の機関銃、側面の側面ドア部に2挺の機関銃で構成される。これらの車体ドアは小型のスポンソンにも見えた。機関銃は取り外すことができ、実際に携行される機関銃はより少なく、機関銃手は自分の銃を移動させて射撃場所を交代した。多くの文献では4挺と推測している。
450両を量産するという指示が試作車両の完成前から下され、さらにこの数は700両にまで増え、グラスゴーにあるノース・ブリティッシュ・ロコモティブで生産されることとなった。後にはメトロポリタン、コヴェントリーオードナンスワークス、そしてパテント・シャフト・アンド・アクスルトゥリー・カンパニーによって作られることとなった。混乱することには、新戦車はマークAホイペットと同じ名称がつけられた。運用開始のほぼ直後、この形式の戦車は二つの理由によって恵まれた地位から転落した。一つには、戦闘室からはエンジン区画に容易に近づけなかったことである。従って、砲火のもとでの修理は極めて危険なものとなった。二つには、トリットンがライバル車両であるマークC中戦車「ホーネット」を開発したことである。この車両の設計には優越した速力や超壕性能を持つことが判った。ウィルソンは単線貨車のためにマークB中戦車の寸法を制限していた。戦争の終了により、当初450両の発注は、102両の生産後にキャンセルされるに至った。45両のみがイギリス陸軍により就役することとなったが、残る57両はじかにスクラップ処分となった。
戦争の後、マークC中戦車が好まれたことからこうした型式の車両は段階的に廃止されていった。2両が北部ロシア戦車分遣隊で用いられている。両車とも失われ、赤軍が少なくとも1両を30年代まで使用した。マークB中戦車を保有した最後のイギリス軍部隊は、アイルランド独立戦争中の第17(装甲車)大隊である。